# Улица Маяковского (Екатеринбург)
У́лица Маяко́вского (бывшее название: Основинские прудки) — улица в жилом районе «Пионерский» Кировского административного района Екатеринбурга. Связывает жилые районы «Пионерский» и «Северный промышленный».

## Расположение и благоустройство
Улица Маяковского идёт с юго-запада на северо-восток почти параллельно улице Смазчиков. Начинается от проспекта Космонавтов и заканчивается у промышленной зоны западнее Основинского парка после улицы Омской. Протяжённость улицы составляет около 920 метров. Ширина проезжей части — около 7 м (по одной полосе в каждую сторону движения). На протяжении улицы имеются один светофор и один нерегулируемый пешеходный переход.
Пересекается с улицей Уральской и улицей Омской. Справа на улицу выходят Трамвайный переулок, улица Железнодорожников и улица Красина. Тротуарами улица оборудована не на всём протяжении.

## Происхождение и история названий
На планах Свердловска 1929 и 1932 годов улица обозначена под названием Основинские прудки, очевидно, потому, что примерно в 100 м севернее неё текла речка Основинка и находился небольшой пруд. Своё современное название улица получила между 1932 и 1939 годами в честь советского поэта Владимира Владимировича Маяковского.

## История
Возникновение улицы Маяковского связано с формированием и последующим развитием посёлка «Новый» (современный Пионерский жилой район) в середине 1920-х годов. Впервые улица появляется на плане Свердловска 1929 года как застроенная по чётной стороне на участке от улицы Железнодорожников до улицы Уральской. На планах города 1932, 1939 и 1942 годов новых построек не отмечено. Нечётная сторона улицы показана застроенной лишь на городском плане 1947 года. В 1950-е - 2000-е годы чётная сторона улицы была застроена многоэтажными домами типовых серий и индивидуальных проектов.

## Транспорт

### Наземный общественный транспорт
Движение общественного транспорта по улице не осуществляется. Ближайшие остановки: «Пионерская», «Уральская» (ул. Смазчиков), «Космонавтов» (просп. Космонавтов).

### Ближайшие станции метро
В 800 м от начала улицы находится станция метро  «Уральская».